# Tahlequah
Tahlequah è un comune (city) degli Stati Uniti d'America nella Contea di Cherokee, nello Stato dell'Oklahoma.

## Geografia fisica
Tahlequah si trova a 243 metri sul livello del mare ed occupa una superficie di 31,1 km².

## Società

### Evoluzione demografica
Secondo il censimento del 2010, Tahlequah ha una popolazione di 15 753 abitanti, con una densità di popolazione di 506,53 abitanti per km².
Il 59,01% della popolazione è composto da bianchi, il 26,86% da nativi americani, il 2,53% da afroamericani, lo 0,53% da asioamericani, lo 0,03% da isolani dell'Oceano Pacifico, il 4,1% da altre etnie e il 6,93% da appartenenti a due o più etnie. Gli ispanici rappresentano il 7,26% della popolazione.